# Municipio de Nordland (Dakota del Sur)
El municipio de Nordland (en inglés: Nordland Township) es un municipio ubicado en el condado de Marshall en el estado estadounidense de Dakota del Sur. En el año 2010 tenía una población de 19 habitantes y una densidad poblacional de 0,3 personas por km².

## Geografía
El municipio de Nordland se encuentra ubicado en las coordenadas 45°49′47″N 97°31′42″O / 45.82972, -97.52833. Según la Oficina del Censo de los Estados Unidos, el municipio tiene una superficie total de 62.71 km², de la cual 60,58 km² corresponden a tierra firme y (3,39 %) 2,12 km² es agua.

## Demografía
Según el censo de 2010, había 19 personas residiendo en el municipio de Nordland. La densidad de población era de 0,3 hab./km². De los 19 habitantes, el municipio de Nordland estaba compuesto por el 100 % blancos. Del total de la población el 0 % eran hispanos o latinos de cualquier raza.